# Burg Malenovice
Die Burg Malenovice liegt bei Zlín im Okres Zlín, Mähren in Tschechien.

## Geschichte
Malenovice war ursprünglich der Sitz des Vladikengeschlechts von Malenowicz. Im Jahre 1350 verkaufte Nikolaus von Malenowicz den Familienbesitz an den Landesherrn. Vermutlich ließ Markgraf Johann Heinrich um 1360 die Burg anlegen. In weiteren Jahrhunderten kam es zu weiteren Umbauten im Stil der Gotik und Renaissance. Das heutige Aussehen hat die Burg den Herren von Liechtenstein-Kastelkorn zu verdanken. 1766 erbte Karl Vincenz von Salm und Neuburg die Herrschaft. Als er 1784 starb, fiel das Erbe seiner Tochter Ernestine zu, die den Besitz ab 1795 mit ihrem Ehemann Johann von Lamberg gemeinschaftlich innehatte. Bei der Erbteilung von 1797 fiel die Herrschaft Malenovice mit Pohorzelicze ihrer jüngsten Tochter Antonia, verheiratete Czernin von Chudenitz zu. Sie verkaufte 1804 die Herrschaft an Leopold von Sternberg.
Heute kann man in der Burg archäologische Funde betrachten und eine Ausstellung über die Burgen in Südmähren besuchen.